# La Grande Distillerie Belge
La Grande Distillerie Belge, gelegen aan de Ruslandstraat in Sint-Gillis, staat bekend om de distributie van likeuren van het Franse merk Cusenier.

## Oprichting

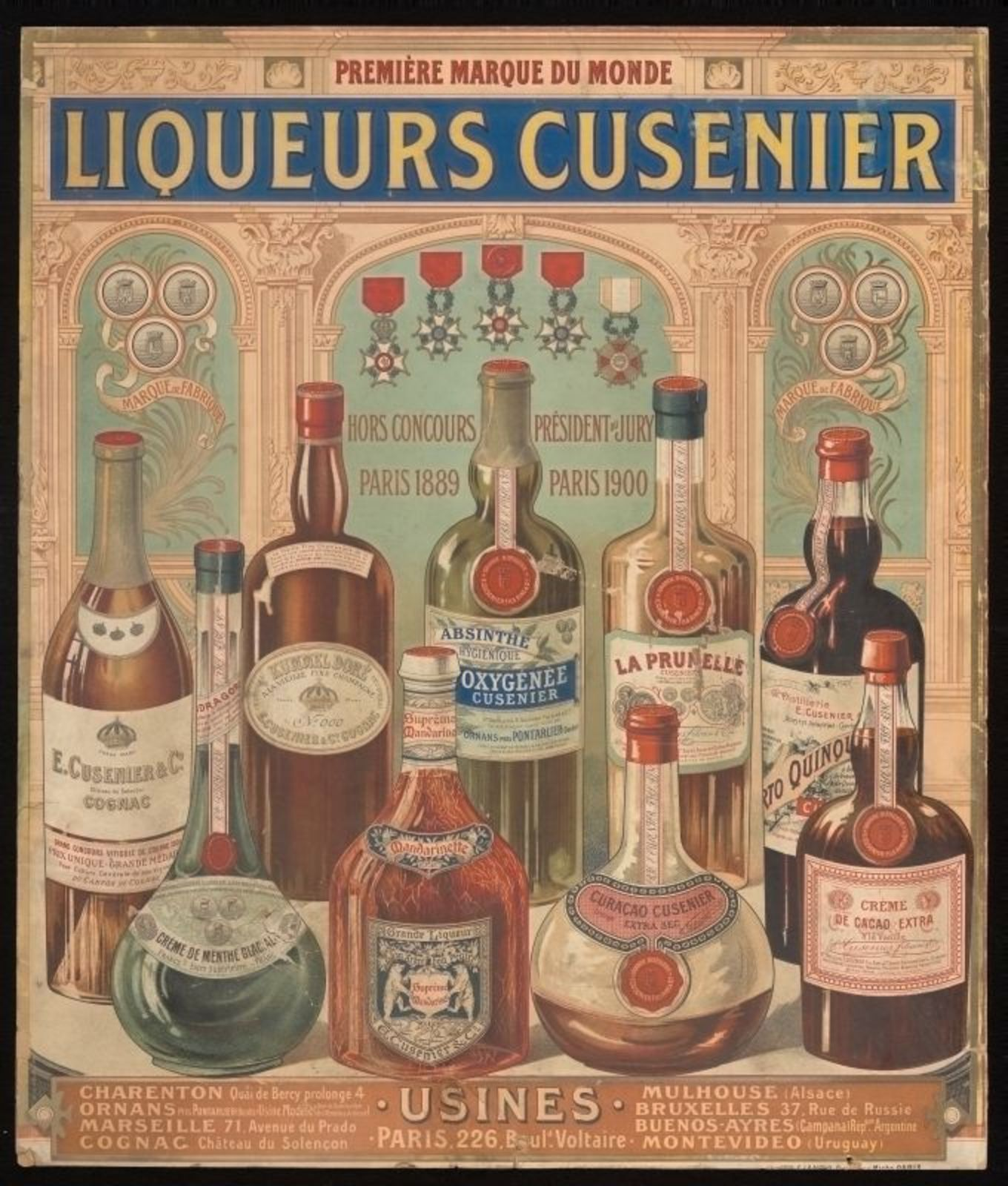
Affiche uit de collectie Jenevermuseum, Hasselt

De Fransman Eugène Cusenier, 26 jaar oud, richtte in 1857 zijn eerste likeurstokerij op in zijn geboorteplaats Ornans in Frankrijk. De stokerij E. Cusenier, Fils aîné et Cie groeide uit tot een grote stokerij. Door de decennia heen komen er in Parijs, Marseille, Mulhouse, Londen, Brussel, Buenos Aires, Montevideo en Mexico steeds meer handelshuizen en fabrieken bij om aan de vraag van de consument te voldoen.
Zo’n twintig jaar na de oprichting in Frankrijk richt Cusinier zijn pijlen ook op België. De naamloze vennootschap La Grande Distillerie Belge Cusenier wordt opgericht en koopt in 1881 een bouwgrond aan in Sint-Gillis in de omgeving van het zuidstation van Brussel waar tal van fabrieken, lederhandels en brouwerijen gevestigd zijn.
Ook in België groeit Cusinier uit tot een groot bedrijf. In 1894 neemt het bedrijf deel aan de wereldtentoonstelling in Antwerpen.

## Stokerij wordt sporthal
Door werken aan de metro in Sint-Gillis werd eind de jaren 1980 de stokerij verplicht te verhuizen. De gemeente Sint-Gillis verwierf de gebouwen en maakt er een sporthal van die in 1993 de deuren opende.